# Maciej Karwacki
Maciej Karwacki (ur. 30 marca 1686 w Unieszewie, zm. 10 kwietnia 1756 w Nowogródku) – jezuita, profesor greki, łaciny i języka hebrajskiego.
Urodził się w Szafałdzie (obecnie Unieszewo) na Warmii. Kształcił się w Reszlu i prawdopodobnie w Braniewie. Po ukończeniu studiów w Wilnie został wykładowcą języków w Kolegium Jezuitów w Braniewie, Kolegium Jezuitów w Wilnie oraz w Kolegium Jezuitów w Reszlu. Wykładał w nich przede wszystkim grekę, łacinę i język hebrajski, jednakże prowadził także zajęcia z matematyki i gramatyki.
Podczas pobytu w Wilnie wydał pracę Grammatica Graeca. W czasie pracy w Reszlu przez 12 lat zarządzał tamtejszymi drukarniami jezuickimi.
Syn Tomasza i Elżbiety, brat Ludwika i Tomasza Karwackich – zakonników chrześcijańskich i profesorów. Prawdopodobnie był spokrewniony ze Stanisławem Karwackim, również jezuitą i profesorem.